# إليوت هيويت
إليوت هيويت (بالإنجليزية: Elliott Hewitt)‏ هو لاعب كرة قدم بريطاني، ولد في 30 مايو 1994 في Rhyl ‏ في المملكة المتحدة. شارك مع منتخب ويلز تحت 17 سنة لكرة القدم ومنتخب ويلز تحت 21 سنة لكرة القدم. أما مع النوادي، فقد لعب مع إيبسويتش تاون وكولتشستر يونايتد وماكليسفيلد تاون ونادي غيلينغهام ونوتس كاونتي.

## وصلات خارجية
- إليوت هيويت على موقع قاعدة بيانات كرة القدم.إي يو (الإنجليزية)
- إليوت هيويت على موقع Soccerbase.com (لاعب) (الإنجليزية)
- إليوت هيويت على موقع عالم كرة القدم.نت (الإنجليزية)